# Kopatchi
Kopatchi (en ukrainien : Копачі) est un village abandonné de l'oblast de Kiev, en Ukraine. Il est situé à proximité de Tchernobyl, sur la rive sud-ouest de la rivière Prypiat. Il se trouve dans la zone d'exclusion nucléaire de Tchernobyl.

## Histoire
Après l'accident nucléaire de Tchernobyl survenu en 1986, le village a été contaminé par les retombées radioactives et a été évacué. Il est actuellement abandonné. 
Après son évacuation par les autorités, la plupart des maisons ont été condamnées et enterrées. Seul subsiste le jardin d'enfants. C'est le seul village dans lequel cette opération a été effectuée.
Les seules traces du village sont des monticules de végétation ayant survécu aux radiations. Sous chaque petit monticule se trouve un bâtiment hautement radioactif, ce qui explique l'implant de panneaux d'avertissement de danger d'irradiation.